# 岩下方美

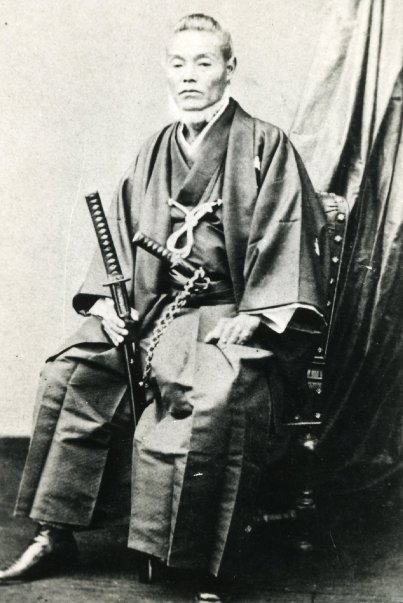
1867年パリにて撮影

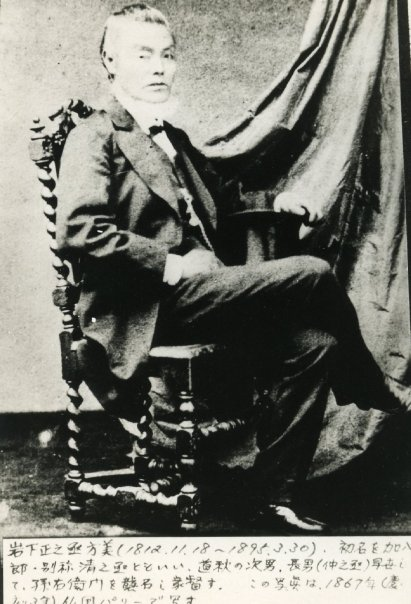
1867年パリにて撮影

岩下正之丞方美 1812年11月18日 - 1895年3月30日、初名を加八朗・別称：清之丞ともいい直秋の次男、長男（仲之丞）早世して孫右衛門を襲名し家督す。

## 親族・家族
明治の政治家、岩下方平の親族。

## 備考
たまに岩下方平の別名として記述されるが別人である。
| スタブアイコン | サブスタブ | この項目は、まだ閲覧者の調べものの参照としては役立たない、人物に関連した書きかけの項目です。この項目を加筆・訂正などしてくださる協力者を求めています（P:人物伝/PJ:人物伝）。 |